# Velika Jablanica
Jabllanicë e Madhe en albanais et Velika Jablanica en serbe latin (en serbe cyrillique : Велика Јабланица) est une localité du Kosovo située dans la commune/municipalité de Pejë/Peć et dans le district de Pejë/Peć. Selon le recensement kosovar de 2011, elle compte 827 habitants, dont une majorité d'Albanais.

## Démographie

### Évolution historique de la population dans la localité
| 1948 | 1953 | 1961 | 1971 | 1981 | 1991 | 2011 |
| ---- | ---- | ---- | ---- | ---- | ---- | ---- |
| 464  | 555  | 584  | 726  | 878  | 882  | 827  |

|  |